# Swedesboro
Swedesboro est une ville du Comté de Gloucester, au New Jersey, aux États-Unis. Au recensement de 2010, sa population était de 2 584 habitants.